# Edward W. Gifford
Edward Winslow Gifford (n. 14 august 1887 – d. 16 mai 1959) a fost un etnograf și antropolog, arheolog american și director al Muzeului de Antropologie din cadrul Universității din California, Berkeley.
A scris peste o sută de lucrări referitoare în primul rând la etnografia popoarelor primitive, studiind zone ca Tonga, Fiji, California, Noua Caledonie.
De asemenea sunt remarcabile observațiile efectuate în timpul unei expediții științifice pe Insulele Galápagos.
1. 1 2  Autoritatea BnF, accesat în 10 octombrie 2015
2. 1 2  Edward Winslow Gifford, SNAC, accesat în 9 octombrie 2017